# Nada es igual (programa de televisión)
Nada es igual fue un programa de televisión, producido por Mandarina y emitido en Telecinco desde el 7 de agosto de 2012 hasta el 13 de diciembre de 2012. El programa fue sustituido en su franja de emisión por Materia reservada.

## Formato
Nada es igual es un programa que aborda la actualidad de una familia pública desde un momento determinado en el que cambiaron sus vidas.

## Emisión
Durante el periodo estival y tras finalizar la primera temporada del programa Hay una cosa que te quiero decir, emitido en la noche de los martes, se emitió este formato de investigación periodística presentado por Emma García, pero tras la llegada de la nueva temporada del show de Jorge Javier Vázquez, dicho programa cambió de día pasando del prime time de los martes al de los miércoles, y posteriormente con el estreno de La voz, pasó al jueves. Hasta el último programa, que tuvo lugar el 13 de diciembre de 2012, se emitió en la noche de los jueves, dividido en dos secciones ya que ha mitad se emitía un nuevo capítulo de estreno de Hospital Central. Nada es igual fue sustituido por Materia reservada.

## Reportajes y audiencias
Primera Temporada
- 7 de agosto de 2012: Marivent. Nada es igual — 1.500.000 de espectadores y 14,1% de share.[3]
- 14 de agosto de 2012: Sin Rocío, nada es igual — 975.000 espectadores y 10,6% de share.
- 21 de agosto de 2012: Sin Franco, nada es igual — 1.176.000 espectadores y 13,0% de share.
- 28 de agosto de 2012: Ruth y José. Nada es igual — 2.103.000 espectadores y 21,3% de share.
- 5 de septiembre de 2012: Bretón, Nada es igual — 1.457.000 espectadores y 14,0% de share.
- 12 de septiembre de 2012: Encarna Sánchez, Nada es igual — 1.386.000 y 13,5% de share.

Especiales
- 18 de octubre de 2012: Isabel, Mayte y Julián, Nada es igual — 1.794.000 y 13,4% de share.

Segunda Temporada
- 29 de noviembre de 2012: Urdangarin, el último pulso — 737.000 y 12,3% de share.
- 6 de diciembre de 2012: Para la Infanta Cristina, nada es igual — 1.159.000 y 12,1% de share.
- 13 de diciembre de 2012: Para Amparo Cuevas, nada es igual — 813.000 y 13,6% de share.

## Equipo técnico

### Presentadora
- 2012  Emma García.

## Audiencia media de todas las ediciones
| Edición                          | Programas | Fecha | Cadena    | Espectadores | Cuota |
| -------------------------------- | --------- | ----- | --------- | ------------ | ----- |
| Nada es igual: Primera temporada | 6         | 2012  | Telecinco | 1.433.000    | 14,4% |
| Nada es igual: Especial          | 1         | 2012  | Telecinco | 1.794.000    | 13,4% |
| Nada es igual: Segunda temporada | 3         | 2012  | Telecinco | 903.000      | 12,7% |